# 467 f.Kr.

## Händelser

### Efter plats

#### Romerska republiken
- Quintus Fabius Vibulanus blir konsul i Rom för första av tre gånger.

#### Sicilien
- Thrasybulos blir tyrann av Syrakusa efter sin bror Hiero I:s död.

### Efter ämne

#### Astronomi
- Halleys komet siktas bevisligen för första gången.

## Avlidna
- Hieron I, tyrann av Syrakusa